# Kamil Kosowski
Kamil Kosowski [ˈkamʲil kɔˈsɔfsci] (* 30. August 1977 in Ostrowiec Świętokrzyski) ist ein ehemaliger polnischer Fußballspieler.

## Karriere
Der offensive Mittelfeldspieler Kosowski, der als beidfüßiger Spieler zumeist auf der linken Mittelfeldseite spielt, begann seine Laufbahn in Polen bei Górnik Zabrze und wechselte 2000 zum polnischen Serienmeister Wisła Krakau, wo er unter Trainer Henryk Kasperczak zu einem der besten Spieler Polens reifte.
Überzeugende Leistungen im UEFA-Pokal gegen Mannschaften wie den FC Schalke 04 zeigten, dass es nur eine Frage der Zeit war, wann ausländische Vereine auf den schlaksigen 1,86 m großen Mittelfeldmotor von Krakau aufmerksam würden. 2003 wechselte er dann auch auf Leihbasis in die Fußball-Bundesliga zum 1. FC Kaiserslautern. Hier spielte er jedoch weitaus unauffälliger als in Polen und wurde in der Saison 2005/06 in die zweite englische Liga zum FC Southampton weiterverliehen, wo auch sein ehemaliger Kollege aus der polnischen Fußballnationalmannschaft Tomasz Hajto unter Vertrag stand. In der Saison 2006/07 wurde er nach Italien zu Chievo Verona verliehen. Ab dem Sommer 2007 spielte er wieder für ein halbes Jahr bei Wisła Krakau. Im Januar 2008 schloss er sich dem spanischen Zweitligisten FC Cádiz an. Zur Saison 2008/2009 wechselte Kosowski nach Zypern zu APOEL Nikosia. Zwei Spielzeiten später wechselte er innerhalb Zyperns zu Apollon Limassol. Nach der abgelaufenen Saison entschied sich Kosowski nach Polen zurückzukehren und unterschrieb einen Vertrag bei GKS Bełchatów. Ende Oktober 2012 wurde er dort suspendiert und löste im Januar 2013 seinen Vertrag vorzeitig auf. Am nächsten Tag gab Ligakonkurrent Wisła Krakau die Verpflichtung von Kosowski bekannt. Nach dem Saisonende beendete er seine Karriere.
Kosowski kam zwischen 2001 und 2009 in 52 Länderspielen für die polnische Fußballnationalmannschaft zum Einsatz, in denen er vier Tore erzielte. 2006 nahm er an der Weltmeisterschaft in Deutschland teil.

## Erfolge
- 3× Polnischer Meister (2001, 2003, 2008)
- 2× Polnischer Pokalsieger (2002, 2003)
- 1× Polnischer Supercupsieger (2001)
- 1× Polnischer Ligapokalsieger (2001)
- 1× Zyprischer Meister (2009)
- 1× Zyprischer Supercup (2009)
- 1× WM-Teilnahme (2006)